# 平賀壯太
平賀 壯太（ひらが そうた、1936年4月15日 - 2020年2月12日）は、日本の分子生物学者。熊本大学名誉博士。大腸菌の染色体とプラスミドの分配機構の研究について一貫して取り組み、この分野において長らく世界的なリーダーであった。趣味は昆虫研究と油絵である。

## 経歴
- 1936年 新潟県南魚沼郡六日町に、医師平賀洗一の息子として生まれる。
- 1955年 新潟県立六日町高等学校卒業。
- 1960年 金沢大学理学部生物学科卒業。
- 1962年 大阪大学大学院理学研究科修士課程修了。
- 1965年 大阪大学大学院理学研究科博士課程修了、理学博士。京都大学ウイルス研究所助手。
- 1970年 スタンフォード大学客員研究員（～1972年）。
- 1984年 京都大学ウイルス研究所遺伝学部門助教授
- 1985年 熊本大学大学院医学研究科教授。
- 1998年 米国微生物学アカデミー (American Academy of Microbiology) の会員に選出。
- 2000年 日本遺伝学会木原賞受賞。
- 2002年 熊本大学を定年退職。京都大学理学／医学研究科客員研究員（～2008年）。
- 2009年 熊本大学名誉博士。日本遺伝学会名誉会員。

上記経歴については24～27Pを参照

## 著書
- 「南魚沼のファーブル　昆虫少年物語」六日町理科教育センター編（分担執筆）
- 平賀壯太「生物の惑星」太陽書房
- ひらがそうた「透明なノート」 新風舎
- 平賀壯太「蝶・サナギの謎」トンボ出版
- ひらがそうた「カステラのかけら」牧歌舎